# Peter Becker (Reformator)
Peter Becker, genannt Petrus Artopoeus (* 1491 in Köslin, Pommern; † 29. März 1563 ebenda), war ein deutscher Theologe und Reformator.
Peter Becker hatte in Wittenberg Theologie studiert, und zwar bei Martin Luther, Philipp Melanchthon und wahrscheinlich auch bei Johannes Bugenhagen. Er wirkte danach als Lehrer in seiner Geburtsstadt Köslin. Dort überwarf er sich bald mit den Papisten und wurde daraufhin vom Klerus verjagt. Er wurde anschließend Lehrer an der Lateinschule in Rügenwalde. Später wurde er zum Rektor der Stadtschule in Stettin berufen und in Stettin 1540 – als Erster überhaupt – zum Pastor Primarius an der Stettiner Marienkirche ernannt. Er war mit dem an der Universität Königsberg wirkenden Theologen Andreas Osiander befreundet und stand mit diesem in Briefkontakt.
Als Becker in den Verdacht geriet, ein Anhänger der Rechtfertigungslehre Osianders zu sein, wurde er vom Landesfürsten Barnim XI. nach Belgard, Neustettin und schließlich nach Wollin vorgeladen. Becker leistete öffentlich Abbitte. Obwohl der Stettiner Landtag den Osiandrismus, nicht minder als das Papsttum, als Ketzerei brandmarkte und bedrohte, wurde Becker rückfällig und deshalb 1556 aufgrund eines Gutachtens der Wittenberger Theologen seines Amtes enthoben und aus Stettin ausgewiesen. Seine Schriften wurden verbrannt. Er kehrte daraufhin nach Köslin zurück, wo er als Privatmann lebte und 1563 starb. Philipp Melanchthon setzte sich dafür ein, ihn nicht verelenden zu lassen.
Unter dem Namen Petrus Artopoeus hatte er theologische Werke und eine Grammatik der hebräischen, griechischen und lateinischen Sprache veröffentlicht. Eines seiner theologischen Werke war vom Vatikan auf den Index verbotener Schriften gesetzt worden.

## Werke (Auszug)
- Latinae Phrasis Elegentiae. 1534
- Psalmorum liber prophetae David. 1545. (in Münchner Digitalbibliothek verfügbar).
- Aforismi. De prima rerum origine. Basel 1546.
- Postilla Evangelica. Basel 1550.
- Grammatica hebraica, graeca et latina. 4. Auflage. Basel 1558.
- Protomartyrium Abelis. 1563.